# Yandex
Јандекс (рус. Яндекс, стилизовано: Yandex) је руска међународна корпорација специјализована за Интернет сервисе и производе. Јандекс руководи са највећим Претраживачем веба у Русији са око 60% маркетиншког дела у тој земљи. Такође производе велики број интернет сервиса и производа. По информацијама од Comscore.com, Јандекс је рангиран као 4. највећи интернет претраживач у свету, са више од 150 милиона претрага дневно од априла 2012. године, и са више од 50,5 милиона посетилаца дневно од фебруара 2013. године. Њихова мисија је да обезбеде одговор на свако питање од корисника (експлицитно или имплицитно). Јандекс такође има велику улогу у Украјини и Казакстану, остварујући скоро трећину свих претрага и 43% од свих резултата претрага у Белорусији.
Yandex.ru страница је оцењена као најпопуларнија страница у Русији. Страница такође постоји и у Белорусији, Казахстану, Украјини и Турској. Јандекс лабораторија је сектор лоциран у Сан Франциску. У 2014. години, Јандекс је објавио планове да отворе технички центар у Берлину, Немачкој.
Јандекс је отворио прву канцеларију ван Заједница независних држава у Луцерну, Швајцарској 2012. године за њихове Европске клијенте, и други центар у Шангају, Кини 2015. године за кинеске компаније које раде са руским маркетингом и претрагом.

## Маркетиншки удео
Према последњем истраживању који су обавили ТНС, ФОМ, и Комкон, Јандекс је највећи интернет претраживач на руском интернету, на основу броја посета. Јандекс тренутно има маркетиншки удео од 55% у руском механизму претраживања
Јандексова главна конкуренција је Гугл, Mail.ru и Рамблер. Јандекс је зато један од националних водећих не енглеских претраживача веба, а поред и њега су Нејвер, Seznam.cz и Баиду) који представљају тренутну конкуренцију Јандексу као и великом Гуглу.

## Историја
Историја Јандекса почиње још од 1990. године, кад су Акрадиј Волзох и Аркадиј Борковски основали компанију Аркадија, која је радила са MS-DOS софтвером. Њихов софтвер је обезбедио потпуну претрагу текста на руском језику. Почетком 1993. године Аркадија постаје под компанија од КомпТек-а, компанија коју је основао Волоз 1989. године. Од 1993. до 1996. године компанија је наставила да развија своју претрагу и направила је софтвер за претрагу Библије и друге руске литературе.
Средином 1993. године Аркадиј Волзох и Илља Загаловоч, пријатељи још од средње школе су се ујединили да направе савршен софтвер за претрагу, који се касније назвао "Јандекс" који је описивао способност тог софтвера. Име је на почетку било "Yet Another iNDEXer". Руска реч "Я" ("Ја") представља личну заменицу.
Интернет претраживач yandex.ru је покренут 23. септембра 1997. године и званично је представљен у једној од најпознатијих техничких изложба у Москви. Почетком 2000. године Јандекс је проглашен као самостална компанија у којој је извршни директор Аркадиј Волзох.
Јандексов приход долази првенствено из интернет инвестиција. Почетком 1998. године Јандекс је поставио Рекламе на свом претраживач. У 2001. години направили су Yandex.Direct сервис за рекламе. Јандекс је званично постала профитабилна компанија у новембру 2002. године. Почетком 2004. године, Јандексове продаје су проасле до 17 милиона долара., што је 10 пута више него компанијин приход до пре 2 године(2002). Од 2004. године Јандексов приход седмично је био приближно милион долара. 
У сепмтебру 2005. године Јандекс је отворио канцеларију у Украјини где су представили портал који ће бити коришћен у Украјини, www.yandex.ua. 
У 2008. години Јандекс је проширио своју компанију широм Украјине тако што су повећали проток између Москве и Украјине до 5 пута. 
У 2007. години Јандекс је представио ручно изграђен интернет претраживач за кориснике из Украјине.; Јандекс је такође отворио свој истраживачки центар у Кијеву, маја 2007. године. 
У 2009. години, сви сервиси www.yandex.ua су локализовани за украјински маркет. Почетком 2010. године Јандекс је направио свој „Полтава” алгоритам за украјинске кориснке, на основу Јандексове MatrixNet технологије где је алгоритам рангирао кориснике на основу њихових претходних претраживања.
Марта 2007. године је откупио moikrug.ru, руску друштвену мрежу, која претражује и чува личне контакте корисника.
Јуна 2008. године Јандекс је откупио SMI Link, руску компанију која се бавила путевима у Русији, коју би касније искористили за повезивање са Yandex.Maps сервисом.
Почетком септембра 2008. године Јандекс је званично добио право на Пуно Свичер програм, програм који аутоматски пребацује са енглеског на руски изглед.
Јандекс је такође основао Јандекс лабс. 2008. године. Главни задатак ове под-компаније, која је лоцирана у Сан Франциску, је да се постара за „иновације у претрази и промоцију технологија”.
Августа 2009. године Јандекс је представио читач бесплатне легалне музике на његовом претраживачу. Након годину дана Јандекс је напарвио Yandex.Music сервис и невероватно повећао свој музички каталог на 800.000 песама од 58.000 извођача.
У Mozilla Firefox 3.5, и новијим верзијама, Јандекс је подразумевани претраживач за кориснике који причају руски језик, где је претходно био (Гугл).
Маја 2010. године, Јандекс је направио посебну страницу само за енглеско претраживање.
У 2010. години Јандекс је отпремио Yandex.Start програм за проналажење старт-ап компанија и за рад са њима. Као исход овог програма, Јандекс је откупио WebVisor аналитику претраге децембра 2010. године. 
У јануару 2011. године Јандекс је откупио Логинзу, старт-ап компанију.
У 2011. години Јандекс је представио сервис постављања компаније заинтересоване за промоцију на њиховим претраживачима. Свака компанија која купи овај сервис бива постављена на видно место претраживача. Објављено је да је број људи који су на оваквим страницама од 25 до 30 милиона и око 11,5 милиона на Yandex.Mапама.
У пролеће 2011. године Јандекс је скупио 1,3 милијарде долара од маркетинга и реклама. То је један од највећих успеха интернет претраживача после Гугла. Једни од већих инвеститора за Јандекс су Baring Vostok Capital Partners и Tiger Global Management.
У августу 2011. године Јандекс је откупио The Tweeted Times, старт-ап компанију која се бавила вестима.
Септембра 2011. године Јандекс је испоручио интернет претраживач као и многе друге алатке у Турској, на страници yandex.com.tr. Компанија је такође отворила канцеларију у Истанбулу.
Новембра 2011. године Јандекс је октупио СПБ софтвер.
У јуну 2012. године Јандекс је купио деонице у СемсиоТеку. СемсиоТек компанија има велику улогу у отпремљивању и модификацији геолошко-географских података.
У марту 2014. године Јандекс је откупио Израели, геолошки старт-ап.
У јуну 2014. године Јандекс је откупио ауто портал Auto.ru

Децембра 2015. године Јандекс је откупио антивирус компанију Агнитум.

## Сервиси
- Yandex.Alisa - Алиса
- Yandex.Catalog – каталог
- Yandex Data Factory – Б2Б дивизија Јандекса која користи технологије које унапређују приход и профитабилност.
- Yandex.Direct – Систем који паметно поставља текст на страницама
- Yandex Disk – Клауд
- Yandex.Fotki – бесплатан фото хостинг
- Yandex.Images – претрага слика на интернету
- Yandex.Mail – имејл сервис који омогућава неограничен број података који корисник може да искористи[50]
- Yandex.Maps – мапе
- Yandex.Market – Сервис који пореди ствари на претраживачу по ценама
- Yandex Metrics – бесплатни сервис дизајниран да израчуна број посета на неком сајту.
- Yandex.Money – електронско плаћање
- Yandex.Music – Сервис који омогућава бесплатну претрагу и слушање легалне музике.
- Yandex.News – Вести
- Yandex.Panoramas – Сервис који омогућава поглед на улице Русије, Украјине, Белорусије, Казахстана, и Турске.
- Yandex Search – СЕО
- Yandex.Slovari – Сервис за референце, енциклопедије и слично.
- Yandex.Taxi – Такси сервис за градове у Русији
- Yandex.Terra – скуп геолошких података
- Yandex.Translate – онлајн преводилац
- Yandex.Video – претрага клипова као и филмова

## Мобилне апликације
- Fenerbahçe Yandex
- Yandex.Browser
- Yandex.Disk
- Yandex.Fotki
- Yandex.Kit
- Yandex.Launcher- Могућност сортирања апликација по датуму, имену и сл.
- Yandex.Mail
- Yandex.Maps
- Yandex.Money
- Yandex.Metro
- Yandex.Music
- Yandex.Navigator
- Yandex.Shell – Тродимензионални интерфејс за паметне телефоне и андроиде.
- Yandex.Store
- Yandex.Translate